# Tombadent
La tombadent, tombabarres o vidalba (Clematis cirrhosa) és una planta enfiladissa de la família de les ranunculàcies. És una planta mediterrània que a les Illes Balears es troba a marges, bardisses i ullastrars. Floreix a la tardor i a l'hivern.

## Galeria

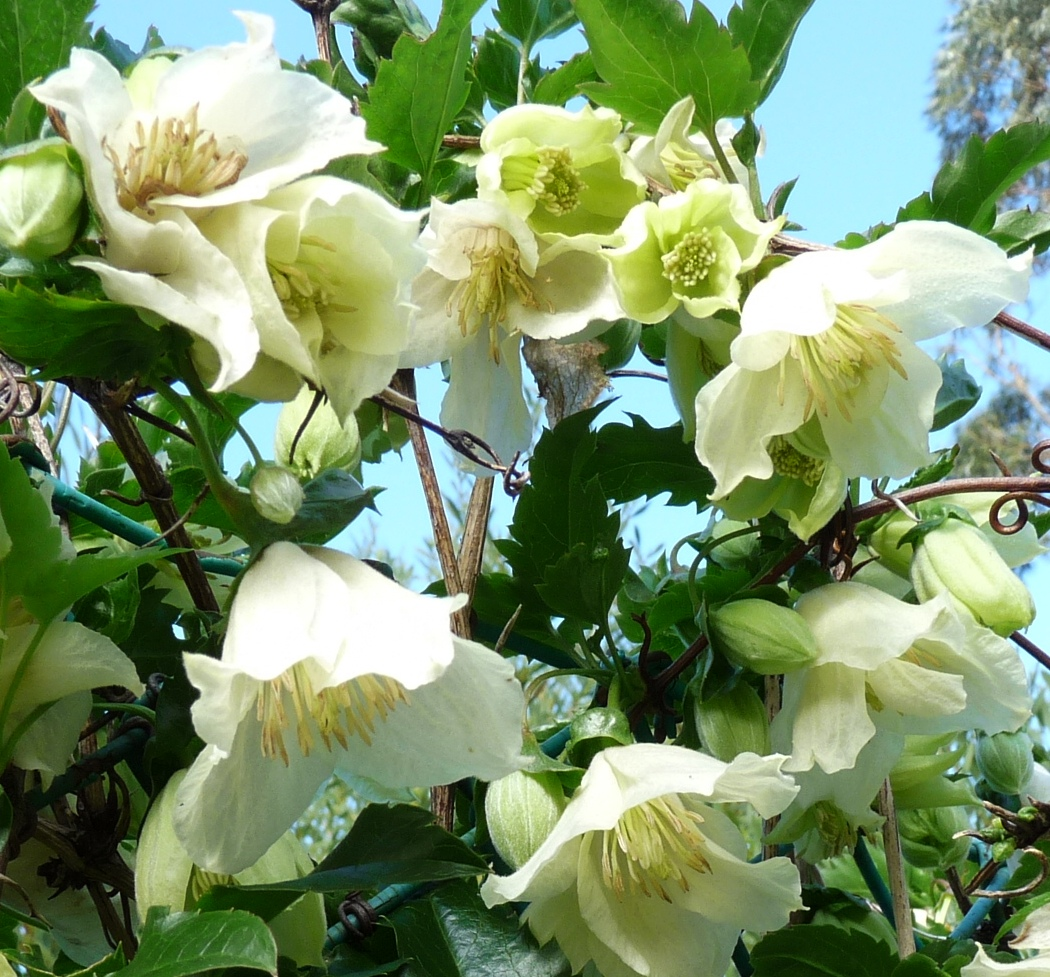
Flors
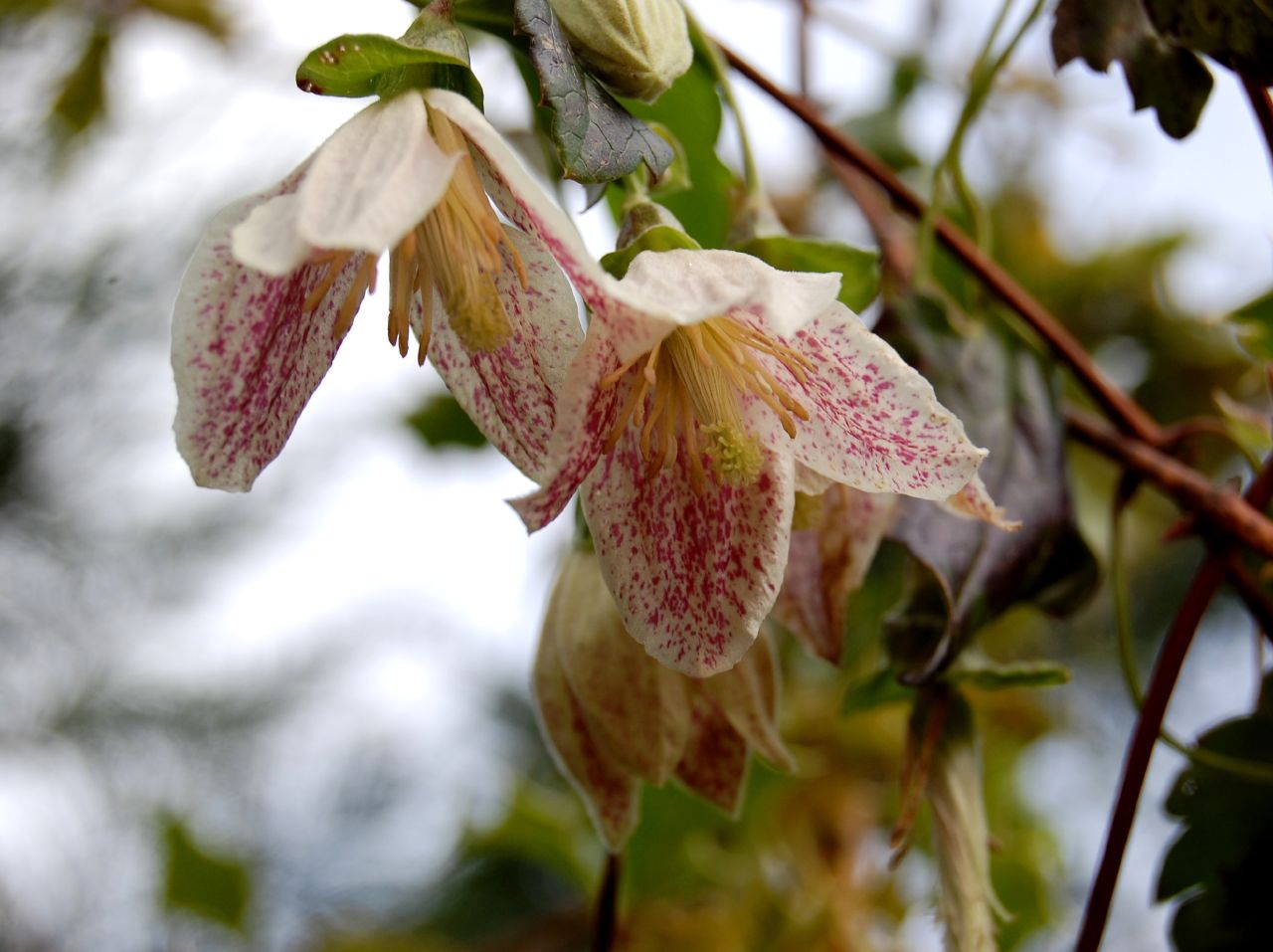
Detall de les flors
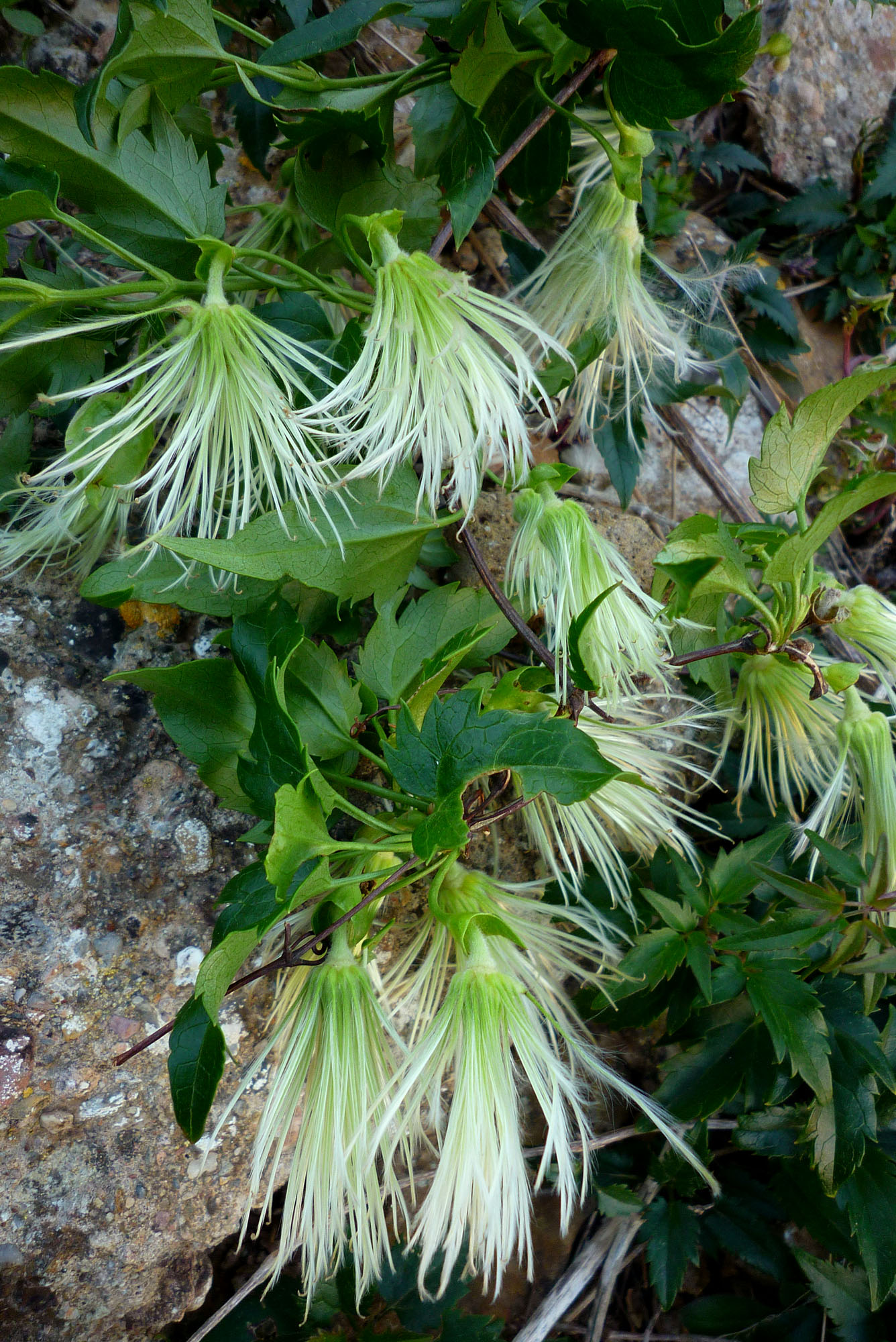
Fruits
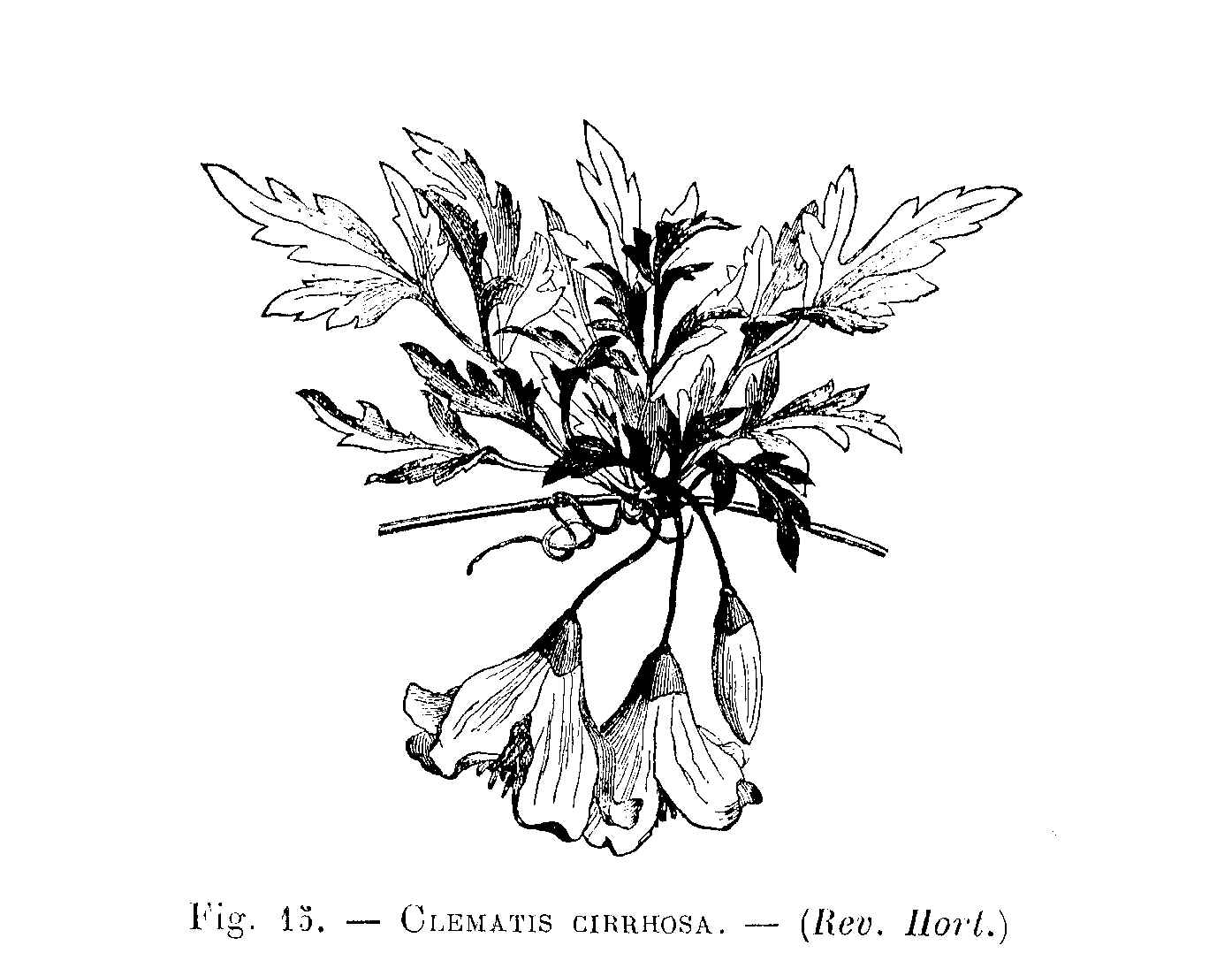
Il·lustració